# Æresgæld (film)
Æresgæld er en dansk spillefilm med ukendt instruktør.